# أوريل براتو
أوريل براتو (مواليد 19 يوليو 1973) هو مبارز بالسيف روماني، مثّل بلاده في الألعاب الأولمبية الصيفية 1996.

## روابط خارجية
أوريل براتو على موقع أوليمبيديا (الإنجليزية)